# Ilirios

Mapa con las diferentes tribus ilirias.

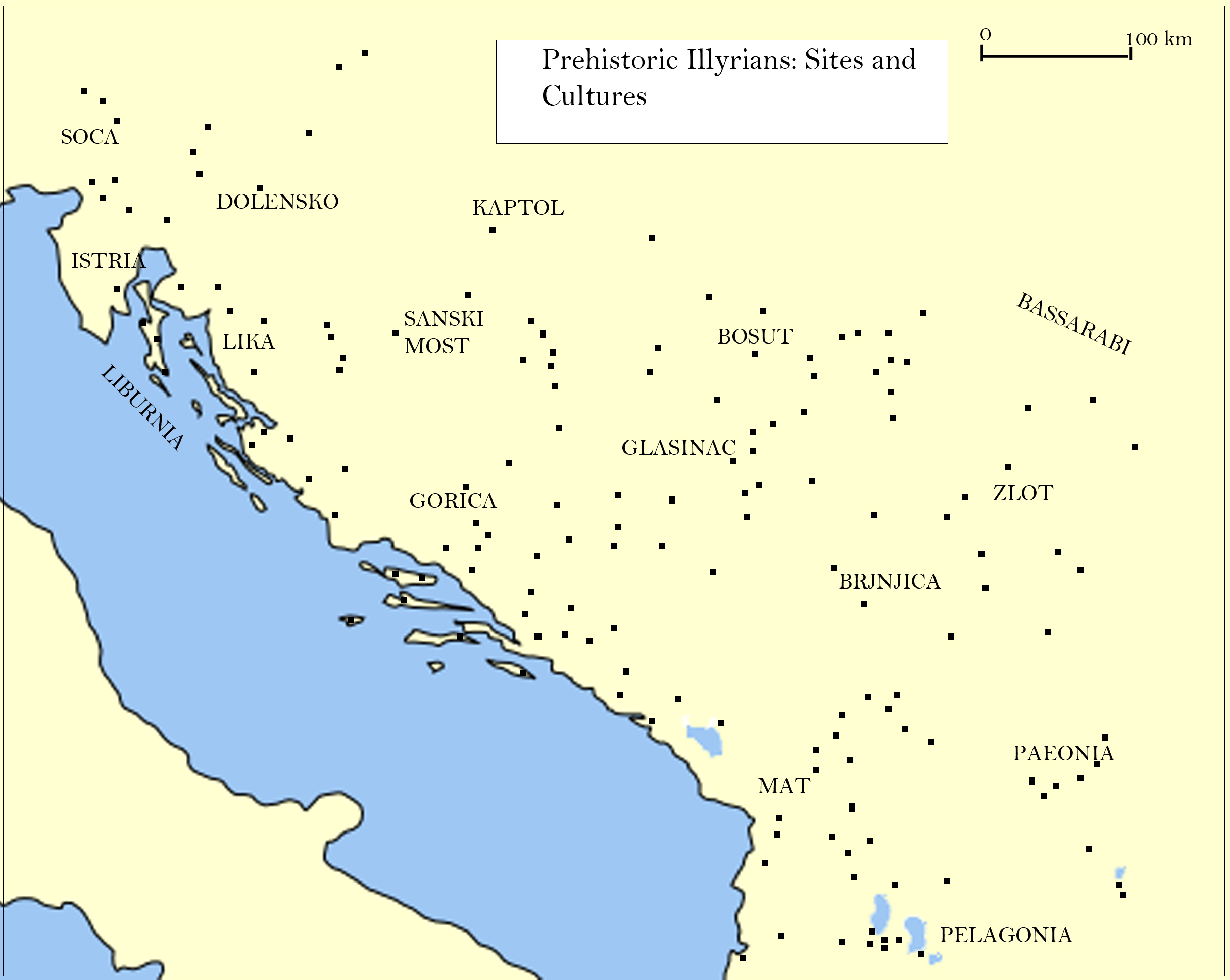
Principales yacimientos arqueológicos ilirios.

Los ilirios (en griego antiguo: Ἰλλυριοί, romanizado: Illyrioi, en latín: Illyrii) fueron un grupo de pueblos de habla indoeuropea que habitaban la Península balcánica occidental en la antigüedad. Constituían una de las tres principales poblaciones paleobalcánicas, junto con los tracios y los griegos.
El territorio que habitaban los ilirios pasó a ser conocido como Iliria por autores griegos y romanos posteriores, que identificaron un territorio que corresponde a la mayor parte de las actuales Albania, Montenegro, Kosovo, gran parte de Croacia y Bosnia y Herzegovina, Serbia occidental y central y algunas partes de Eslovenia entre el mar Adriático al oeste, el río Drava al norte, el río Morava al este y las montañas Ceraunias al sur. La primera mención de los pueblos ilirios se remonta al siglo VI a. C., en las obras del antiguo escritor griego Hecateo de Mileto.

## Orígenes
Según las investigaciones paleogenéticas, los ilirios surgieron de la fusión entre una población indoeuropea vinculada a la cultura yamna, que llegó a los Balcanes hacia el 2500 a. C., y una población neolítica preexistente que forma las culturas «protoilirias» de la Edad del Bronce. La genética de los antiguos ilirios se estudió en 2018 a partir del análisis del ADN de esqueletos hallados en el territorio balcánico, incluidos Vucedol, Veliki Vanik, Lepenski Vir, Starčevo y Vinča. Se analizaron los datos genómicos de 225 individuos que vivieron en el sureste de Europa y sus alrededores entre 1200 y 500 a. C.
El nombre de «ilirios», aplicado por los antiguos griegos a sus vecinos del norte, puede referirse a un grupo de pueblos amplio y mal definido. Se ha sugerido que las tribus ilirias nunca se identificaron colectivamente como «ilirios», y que es poco probable que utilizaran ninguna nomenclatura colectiva. Ilirios parece ser el nombre de una tribu iliria específica que estuvo entre las primeras que se encontraron con los antiguos griegos durante la Edad del Bronce. Los griegos aplicaron más tarde este término ilirios, pars pro toto, a todas las personas con lenguaje y costumbres similares.

## Nombres y terminología
Los términos ilirios, Iliria e Ilírico se han utilizado a lo largo de la historia para contextualizaciones étnicas y geográficas que han cambiado con el tiempo. Las recontextualizaciones de estos términos a menudo confundían a los escritores antiguos con los eruditos modernos. Se han dedicado notables esfuerzos académicos a tratar de analizar y explicar estos cambios.

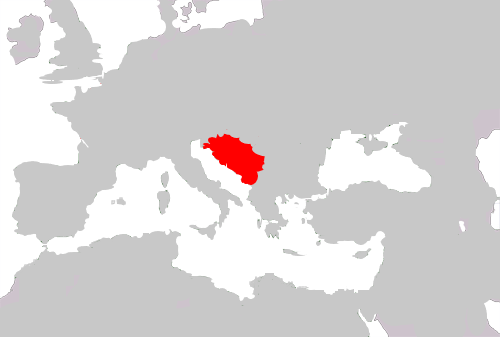
Mapa aproximado de Iliria antes de la conquista romana.

La primera mención conocida de los ilirios se produjo a finales del siglo VI y principios del siglo V a. C.  en fragmentos de Hecateo de Mileto, el autor de Γενεαλογίαι (Genealogías) y de Περίοδος Γῆς o Περιήγησις (Descripción de la Tierra o Periegesis), donde se encuentran descritos como un pueblo bárbaro.
En la historia de Macedonia durante el siglo VI y el siglo V a. C., el término ilirio tenía un significado político bastante definido, que denotaba un reino establecido en las fronteras noroccidentales de la Alta Macedonia. Desde el siglo V a. C. en adelante, el término ilirio ya se aplicaba a un gran grupo étnico cuyo territorio se extendía profundamente en los Balcanes continentales. Los antiguos griegos consideraban claramente a los ilirios como una etnia completamente distinta de los tracios (Θρᾷκες) y los macedonios (Μακεδόνες).
La mayoría de los estudiosos sostienen que el territorio designado originalmente como ilirio se situaba aproximadamente en la región del sudeste del Adriático (las actuales Albania y Montenegro) y su interior, y que posteriormente se amplió a toda la provincia romana de Ilírico, que se extendía desde el Adriático oriental hasta el Danubio. Después de que los griegos conocieran ampliamente a los ilirios debido a su proximidad, esta designación étnica se amplió para incluir a otros pueblos que, por alguna razón, eran considerados por los escritores antiguos como emparentados con los pueblos designados originalmente como ilirios (Ἰλλυριοί, Illyrioi).
La designación original pudo producirse durante la Edad del Bronce media/final  o a principios del siglo VIII a. C. Según la primera hipótesis, el nombre fue tomado por comerciantes del sur de Grecia de un pequeño grupo de habitantes de la costa, los Illyrioi/Illyrii. En el siglo V a. C., Heródoto considera ilirios a los pueblos cercanos a las fronteras septentrionales de Grecia. En el siglo IV a. C., el Periplo de Pseudo-Escílax inicia el país de los ilirios al sur del país de los liburnios y lo extiende hasta Caonia, al noroeste de Epiro. En el siglo I a. C., Estrabón trazó la línea divisoria entre griegos e ilirios en el Epiro. Para Plinio el Viejo, en el siglo I, «ilirios propiamente dichos» se refiere únicamente a la población iliria del sur de Dalmacia que vivía en las proximidades del mundo griego. En Apiano, en el siglo I, se acentúa la ampliación de Iliria. Según él, los griegos llaman ilirios a los pueblos que viven en la región situada más allá de Macedonia y Tracia y desde Caonia hasta el Danubio. El nombre se aplicó a partir de entonces a todos los habitantes de la región; esto se ha explicado por las pruebas sustanciales de contacto minoico y micénico en el valle donde presumiblemente vivían los Illyrioi/Illyrii. Según esta última hipótesis, la etiqueta de ilirios fue utilizada por primera vez por forasteros, en particular griegos antiguos; esto se ha argumentado sobre la base de que cuando los griegos empezaron a frecuentar la costa adriática oriental con la colonización de Córcira, empezaron a tener cierto conocimiento y percepción de los pueblos indígenas de los Balcanes occidentales.
Se ha sugerido que las tribus ilirias evidentemente nunca se identificaron colectivamente como «ilirias» y que es poco probable que usaran alguna nomenclatura colectiva. La mayoría de los eruditos modernos están seguros de que todos los pueblos de los Balcanes occidentales que fueron etiquetados colectivamente como «ilirios» no eran una entidad cultural o lingüísticamente homogénea. Por ejemplo, algunas tribus como los brigios no habrían sido identificadas como ilirias. No se puede decir con certeza qué criterios se usaron inicialmente para definir a este grupo de pueblos o cómo y por qué el término «ilirios» comenzó a usarse para describir a la población indígena de los Balcanes occidentales. Se han llevado a cabo debates académicos para encontrar una respuesta a la pregunta de si el término ilirios (Ἰλλυριοί) deriva de alguna tribu epónima, o si se ha aplicado para designar a la población indígena como un término general por alguna otra razón específica.

## Illyrii proprie dicti
Los antiguos escritores romanos Plinio el Viejo y Pomponio Mela utilizaron el término Illyrii proprie dicti («ilirios propiamente dichos») para designar a un pueblo que se encontraba en la costa de las actuales Albania y Montenegro. Muchos eruditos modernos consideran que los «ilirios propiamente dichos» son un vestigio del reino ilirio conocido en las fuentes desde el siglo IV a. C. hasta el 167 a. C., que fue gobernado en época romana por los ardieos y los labeatas cuando estaba centrado en la bahía de Kotor y el lago Shkodër. Según otros estudiosos modernos, el término Illyrii podría haberse referido originalmente solo a una pequeña etnia de la zona entre Epidauro y Lisos, y Plinio y Mela podrían haber seguido una tradición literaria que se remonta a Hecateo de Mileto. Situados en Albania central, los Illyrii proprie dicti también podrían haber sido el primer contacto de Roma con los pueblos ilirios. En ese caso, no indicaría una zona original desde la que se expandieran los ilirios. En la lingüística moderna, la zona de los Illyrii proprie dicti se incluye en gran medida en la provincia onomástica del sur de Iliria.

## Helenización
En la época arcaica, la colonización griega, especialmente por parte de los corintios, afectó al noroeste de Grecia, desde Ambracia en Epiro hasta Epidamno. Se fundaron las siguientes ciudades: Apolonia de Iliria, Epidamno, Lisos, Orico, Apsoris, Isa, Córcira, Melaina y Faros. Las colonias se extendieron entonces por la tierra de los ilirios, considerados bárbaros, para explotar la tierra y desarrollar el comercio. Entre el siglo VI y el siglo II a. C., los ilirios de las regiones costeras se helenizaron gracias a las colonias griegas. Hacia el año 200 a. C., los delfios invitaron a dos tribus ilirias, los amantes y los biliones, a participar en los Juegos Píticos, lo que supuso que estas poblaciones fueran consideradas, si no como griegas, al menos como fuertemente helenizadas.

## Arqueología

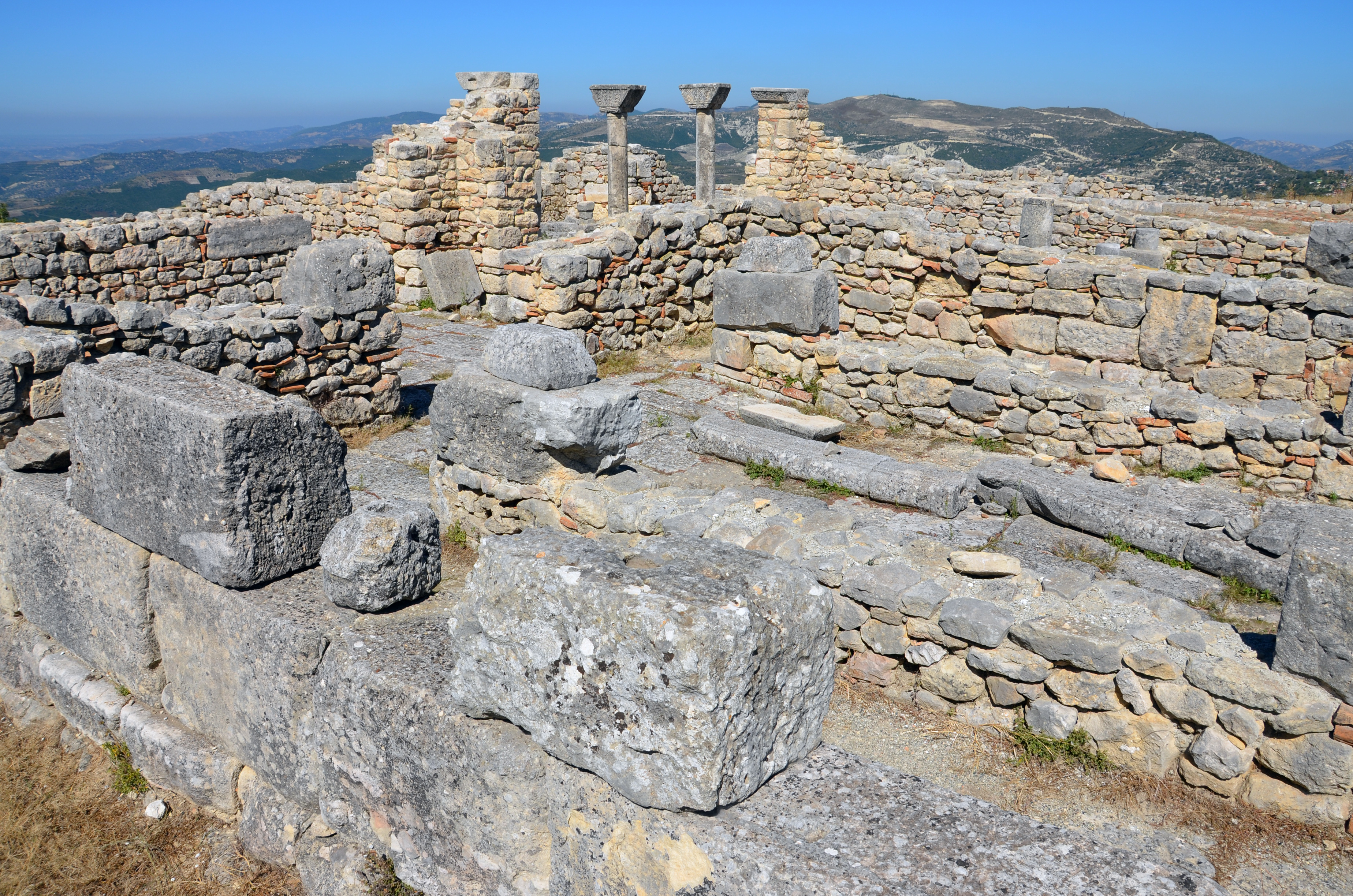
Detalles del complejo de la catedral tardoantigua de Búlice, Albania y el mar Adriático a lo lejos.

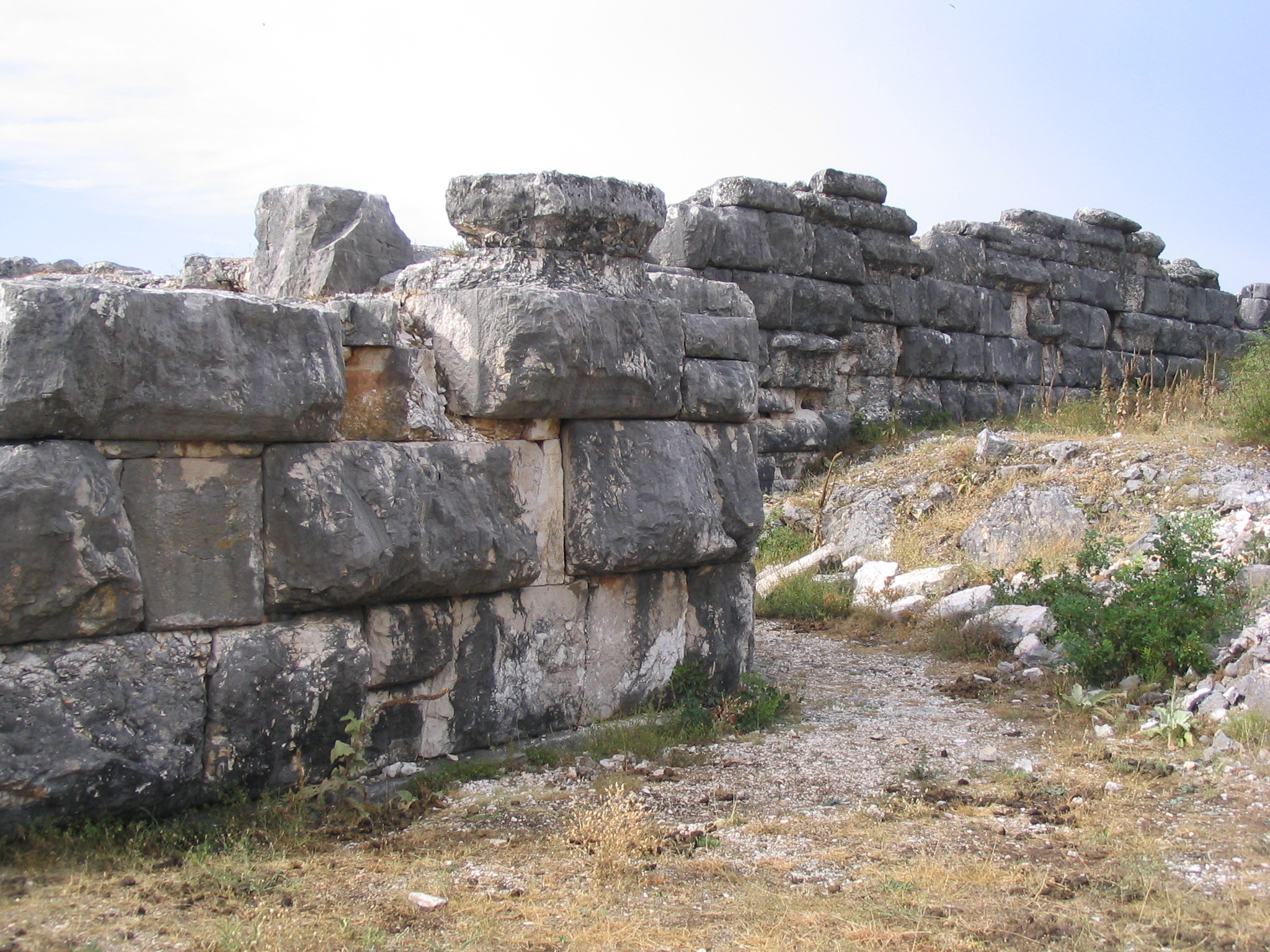
Murallas de la antigua Daorson, situadas en Ošanići, cerca de Stolac, en Bosnia y Herzegovina.

Los ilirios surgieron de la fusión de protoindoeuropeos y yamnas hacia el 2500 a. C. en los Balcanes con la población neolítica balcánica preexistente, formando inicialmente culturas «protoilirias» de la Edad del Bronce en los Balcanes. Los protoilirios, en el curso de su asentamiento hacia la costa adriática, se fusionaron con tales poblaciones de sustrato preilirio —como podrían haber sido los enquelios—, dando lugar a la formación de los ilirios históricos atestiguados en épocas posteriores. Se ha sugerido que el mito de Cadmo y Harmonía podría ser un reflejo mitológico del final de la era preilírica.
En total, se han descrito al menos seis culturas materiales surgidas en territorios ilirios. Sobre la base de los hallazgos arqueológicos existentes, ha resultado difícil realizar una definición arqueológica y geográfica comparativa sobre ellas. Los estudios arqueogenéticos han demostrado que un importante haplogrupo de ADN-Y entre los ilirios, el J-L283, se extendió a través de la cultura Cetina por el Adriático oriental, desde el valle del río Cetina en Croacia hasta Montenegro y el norte de Albania. El primer hallazgo arqueogenético relacionado con Cetina en Albania es el túmulo de Shkrel (siglo XIX a. C.) Es el hallazgo J-L283 más antiguo en la región históricamente conocida como Iliria. Freilich et al. (2021) determinaron que las muestras relacionadas con Cetina de Veliki Vanik tienen una ascendencia similar a una muestra de la Edad del Cobre del yacimiento de Beli Manastir-Popova Zemlja (finales de la cultura de Vučedol), al este de Croacia. El mismo perfil autosómico persiste en la muestra de la Edad de Hierro de la cueva de Jazinka. En el Adriático occidental se han encontrado hallazgos de la cultura Cetina desde la segunda mitad del tercer milenio en el sur de Italia. En Albania, nuevas excavaciones muestran la difusión de la cultura cetina en yacimientos de Albania central (Blazi, Nezir, Keputa). Cetina interior se extendió en Bosnia y Herzegovina, en particular Kotorac, un sitio cerca de Sarajevo y se han demostrado contactos con la cultura Belotić Bela Crkva. Durante la Edad del Bronce Medio desarrollada, Belotić Bela Crkva que ha sido reconocida como otra cultura proto-iliria se desarrolló en el noreste de Bosnia y el oeste de Serbia (zona de Čačak). En los yacimientos de esta cultura se han observado tanto inhumaciones como incineraciones. Se han observado costumbres funerarias similares en la meseta de Glasinac de Bosnia oriental, donde se desarrolló por primera vez la cultura de Glasinac.
Durante el siglo VII a. C. los ilirios surgieron como grupo étnico con una cultura y un arte propios. Aparecieron varias tribus ilirias, bajo la influencia de las culturas hallsttáticas del norte, que organizaron sus centros regionales. El culto a los muertos desempeñaba un papel importante en la vida de los ilirios, lo que se aprecia en sus cuidadas sepulturas y ceremonias funerarias, así como en la riqueza de los lugares de enterramiento. En las zonas septentrionales de los Balcanes, existía una larga tradición de cremación y enterramiento en tumbas poco profundas, mientras que en las meridionales, los muertos eran enterrados en grandes túmulos de piedra o tierra (llamados nativamente gromile) que en Herzegovina alcanzaban tamaños monumentales, de más de 50 metros de ancho y 5 metros de alto. Las pequeñas esculturas de jade en forma de plástica jónica arcaica son también característicamente istrias. Se conservan numerosas esculturas monumentales, así como muros de la ciudadela Nezakcij cerca de Pula, una de las numerosas ciudades istrias de la Edad de Hierro. Los jefes ilirios llevaban torques de bronce alrededor del cuello de forma muy parecida a como lo hacían los celtas. Los ilirios se vieron influidos por los celtas en muchos aspectos culturales y materiales, y algunos de ellos adoptaron en parte la cultura celta, especialmente las tribus de Dalmacia  y los panonios. En Eslovenia, en 1882 se descubrió la sítula de Vače, que se atribuyó a los ilirios. Los restos prehistóricos indican una estatura no superior a la media, 165 cm el hombre y 153 cm la mujer.

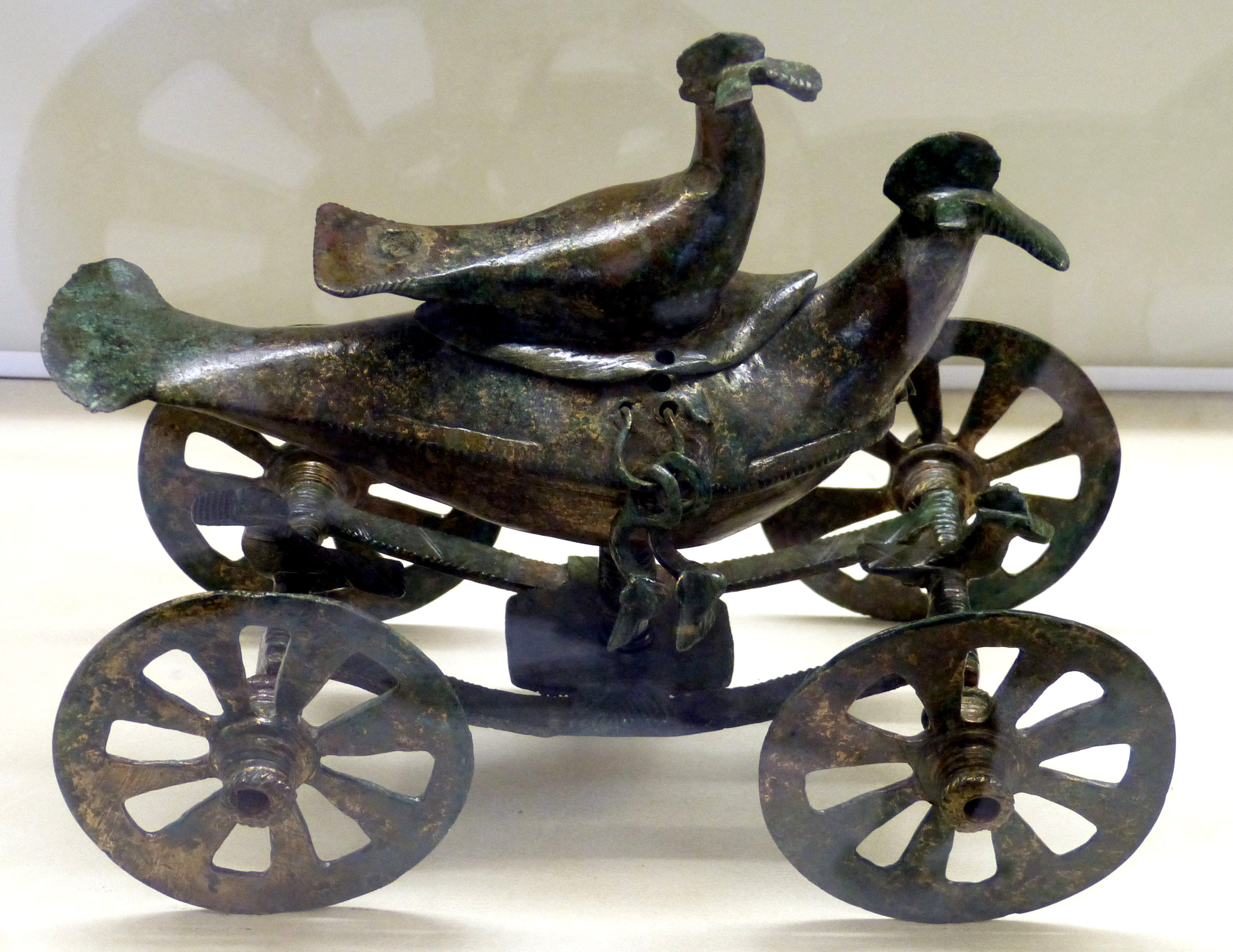
Representación de símbolos solares ilirios: pájaros y círculos de ocho rayos sobre un carro de bronce,.

Las antiguas teorías panilirias que surgieron en la década de 1920 situaban a los protoilirios como los habitantes originales de una zona muy extensa que llegaba hasta Europa central. Estas teorías, que han sido descartadas, se utilizaron en la política de la época y sus nociones racistas del nordicismo y el arianismo. El principal hecho que intentaban abordar estas teorías era la existencia de rastros de toponimia iliria en partes de Europa más allá de los Balcanes occidentales, una cuestión cuyos orígenes aún no están claros. Las teorías específicas han encontrado poca corroboración arqueológica, ya que nunca se han hallado pruebas convincentes de movimientos migratorios significativos de la cultura campos de urnas-lusaciana hacia los Balcanes occidentales. Autareo tuvo un hijo Panonio o Peon y estos tuvieron de hijos a Escordisco y Tribalo. La genealogía de Apiano fue compuesta evidentemente en época romana abarcando pueblos bárbaros distintos de los ilirios como celtas y gálatas y eligiendo una historia específica para su audiencia que incluía a la mayoría de los pueblos que habitaban en Ilírico en la época del emperador romano Antonino Pío. Sin embargo, la inclusión en su genealogía de los enquelios y los autariatas, cuya fuerza política estaba muy debilitada, refleja una situación histórica prerromana.
Algunas dinastías ilirias dejaron ricas tumbas, como en Trebeništa, donde se encontraron máscaras de oro y vasijas de bronce del siglo VI a. C., y en Selcë e Poshtme (actual Albania), donde se hallaron cerámicas, ornamentos, monedas, herramientas y armas del siglo III a. C. Los ilirios recibieron la influencia de los celtas en muchos aspectos culturales y materiales, especialmente las tribus dálmatas. Por ejemplo, los jefes ilirios llevan torques de bronce al cuello, como los celtas. Las poblaciones ilirias practicaron el enterramiento en túmulos hasta principios de la era cristiana y depositaban junto al difunto diversos objetos (joyas, armas, monedas), importados o fabricados por artesanos locales.
El desarrollo de las ciudades comenzó en el siglo V a. C. Se construyeron los primeros recintos de piedra, como en Gajtan, cerca de Scutari (Shkodër). Este tipo de construcción se encontraba entonces en el norte y el sur de Iliria, como en la isla de Hvar (Faros). La urbanización se desarrolló sobre todo en el sur de Iliria, con murallas poligonales o ciclópeas. En el siglo siguiente, los ilirios fundaron nuevas ciudades: Búlice, Lisos, Zgërdhesh, Scodra y Pelión (no localizada). Se caracterizan por el progreso de la poliorcética con murallas dotadas de torres y puertas mejor defendidas.

### Alta Edad Media
También es evidente que en una región que se extiende desde el sur de la costa dálmata, su interior, Montenegro, el norte de Albania hasta Kosovo y Dardania, además de una uniformidad en la onomástica existían también algunas similitudes arqueológicas. Sin embargo, no se puede determinar si estas tribus que vivían allí también formaban una unidad lingüística.
La cultura Komani-Kruja es una cultura arqueológica atestiguada desde la Antigüedad tardía hasta la Edad Media en el centro y el norte de Albania, el sur de Montenegro y yacimientos similares en las zonas occidentales de Macedonia del norte. Consiste en asentamientos construidos generalmente bajo castros a lo largo de las redes viarias Lezhë (Praevalitana)-Dardania y Vía Egnatia, que conectaban la costa adriática con las provincias romanas del centro de los Balcanes. Su emplazamiento tipo es Komani y su fuerte en la cercana colina de Dalmace, en el valle del río Drin. Krujë y Lezhë representan yacimientos significativos de la cultura. La población de Komani-Kruja representa a un pueblo local, no eslavo, de los Balcanes occidentales que estaba vinculado al sistema militar romano justinianeo de fortalezas. El desarrollo de Komani-Kruja es significativo para el estudio de la transición entre la población de la antigüedad clásica de Albania y los albaneses medievales atestiguados en los registros históricos en el siglo XI. Dentro de la arqueología albanesa, basándose en la continuidad de las formas ilirias prerromanas en la producción de varios tipos de objetos locales hallados en tumbas, la población de Komani-Kruja se enmarca como un grupo que descendía de los ilirios locales que «reafirmaron su independencia» del Imperio romano después de muchos siglos y formaron el núcleo de la posterior región histórica de Arbanon. Los vínculos ilirio-albaneses fueron el principal foco de atención del nacionalismo albanés durante el periodo comunista. Lo que se estableció en esta primera fase de la investigación fue que los asentamientos de Komani-Kruja representaban a una población local no eslava que ha sido descrita como iliria romanizada, de habla latina o alfabetizada en latín, lo que se corrobora por la ausencia de topónimos eslavos y la supervivencia de los latinos en la zona de Komani-Kruja. Desde el punto de vista historiográfico, la tesis de la arqueología albanesa más antigua es una hipótesis no comprobable, ya que no existen fuentes históricas que puedan relacionar Komani-Kruja con la primera atestación definitiva de albaneses medievales en el siglo XI. La interpretación nacionalista de los cementerios de Komani-Kruja ha sido rotundamente rechazada por estudiosos no albaneses. John Wilkes la ha descrito como «una reconstrucción muy improbable de la historia de Albania». Algunos estudiosos albaneses siguen defendiendo este modelo de continuidad.
Hasta la década de 1990 se llevaron a cabo campañas de excavación limitadas. En Dalmacia y otros yacimientos se hallaron objetos procedentes de una vasta zona que abarcaba regiones cercanas, todo el Imperio bizantino, el norte de los Balcanes y Hungría, así como rutas marítimas desde Sicilia hasta Crimea, procedentes de muy diversos centros de producción: locales, bizantinos, sicilianos, ávaro-eslavos, húngaros, de Crimea e incluso posiblemente merovingios y carolingios. Dentro de la arqueología albanesa, basándose en la continuidad de las formas ilirias prerromanas en la producción de varios tipos de objetos locales encontrados en tumbas, la población de Komani-Kruja se enmarcó como un grupo que descendía de los ilirios locales que «reafirmaron su independencia» del Imperio romano después de muchos siglos y formaron el núcleo de la posterior región histórica de Arbanon. Como la investigación se centraba casi exclusivamente en contextos de tumbas y enterramientos, a menudo se ignoraban los asentamientos y los espacios vitales. Otros puntos de vista hacían hincapié en que, como cultura arqueológica, no debía vincularse a un único grupo social o étnico, sino contextualizarse en un marco romano-bizantino o cristiano más amplio, ni los hallazgos materiales debían separarse en categorías étnicas, ya que no pueden correlacionarse con una cultura específica. Desde este punto de vista, los cementerios de regiones cercanas clasificados como pertenecientes a grupos eslavos no deben considerarse necesariamente representativos de otro pueblo, sino de clase y otros factores sociales, ya que «la identidad étnica era sólo un factor de importancia variable».
La arqueología yugoslava propuso una narrativa opuesta e intentó encuadrar a la población como eslava, especialmente en la región de Macedonia occidental. La investigación arqueológica ha demostrado que estos yacimientos no estaban relacionados con regiones habitadas entonces por eslavos e incluso en regiones como Macedonia no se habían fundado asentamientos eslavos en el siglo VII.
Desde el punto de vista arqueológico, aunque se consideraba posible e incluso probable que los yacimientos de Komani-Kruja se utilizaran de forma continuada a partir del siglo VII, seguía siendo una hipótesis no comprobada, ya que las investigaciones eran todavía limitadas.
En aquel momento no estaba claro si esta población representaba una continuidad local o si había llegado en una época anterior desde un lugar más septentrional, cuando los eslavos entraron en los Balcanes, pero independientemente de sus orígenes geográficos, estos grupos mantuvieron las tradiciones culturales de la época justinianea del siglo , posiblemente como una declaración de su identidad colectiva, y sus referencias culturales materiales procedían del sistema militar justinianeo. En este contexto, pueden haber utilizado las costumbres funerarias como medio de referencia a una «imagen idealizada del pasado poder romano».
La investigación se amplió enormemente después de 2009, y el primer estudio de la topografía de Komani se realizó en 2014. Hasta entonces, salvo la zona del cementerio, se desconocía el tamaño del asentamiento y su extensión. En 2014, se reveló que Komani ocupaba una superficie de más de 40 ha, un territorio mucho mayor de lo que se pensaba en un principio. Su fase de asentamiento más antigua data del período helenístico. El desarrollo propiamente dicho comenzó a finales de la Antigüedad y continuó hasta bien entrada la Edad Media (siglos XIII-XIV). Esto indica que Komani fue una fortaleza tardorromana y un importante nodo comercial en las redes de Praevalitana y Dardania. La participación en las redes comerciales del Mediterráneo oriental a través de rutas marítimas parece haber sido muy limitada incluso en el territorio costero cercano en esta época.
El colapso de la administración romana en los Balcanes fue seguido de un amplio colapso demográfico con la excepción de Komani-Kruja y las regiones montañosas vecinas. Durante las incursiones ávaro-eslavas, las comunidades del actual norte de Albania y de las zonas cercanas se agruparon en torno a los emplazamientos de las colinas para protegerse mejor, como es el caso de otras zonas como Lezhë y Sarda. Durante el , a medida que se restablecía la autoridad bizantina tras las incursiones ávaro-eslavas y aumentaba la prosperidad de los asentamientos, Komani experimentó un aumento de la población y comenzó a configurarse una nueva élite. El aumento de la población y la riqueza estuvo marcado por el establecimiento de nuevos asentamientos y nuevas iglesias en sus proximidades. Komani formó una red local con Lezhë y Krujë y, a su vez, esta red se integró en el amplio mundo mediterráneo bizantino, mantuvo contactos con el norte de los Balcanes y participó en el comercio a larga distancia. Winnifrith (2020) describió recientemente a esta población como la supervivencia de una cultura «latino-iliria» que surgió más tarde en los registros históricos como albaneses y valacos. En opinión de Winnifrith, las condiciones geográficas del norte de Albania favorecieron la continuación de la lengua albanesa en zonas de colinas y montañas en contraposición a los valles de las tierras bajas. Añade que la lengua y la religión de esta cultura siguen siendo inciertas. Con obispos ausentes en el extranjero, «los rebaños de las montañas no pueden haber estado demasiado versados en sutilezas teológicas o lingüísticas».

## Arqueogenética
El estudio arqueogenético de Mathieson et al. en 2018 incluyó tres muestras de Dalmacia: dos muestras de la Edad del Bronce antigua y media (1631-1521/1618-1513 calBCE) de Veliki Vanik (cerca de Vrgorac) y una muestra de la Edad de Hierro (805-761 calBCE) de la cueva de Jazinka en el parque nacional Krka. Según el análisis ADMIXTURE, tenían aproximadamente un 60 % de ascendencia los primeros agricultores europeos, un 33 % de pastores de las estepas occidentales y un 7 % de antepasados de cazadores-recolectores occidentales. El individuo masculino de Veliki Vanik portaba el haplogrupo de ADN-Y J2b2a1-L283 , mientras que su haplogrupo de ADN mitocondrial y el de dos individuos femeninos eran I1a1, W3a1 y HV0e. et al. en 2021 identifican las muestras de Veliki Vanik como relacionadas con la cultura de Cetina (EBA-MBA Balcanes occidentales).
El estudio de Patterson et al. en 2022 examinó 18 ejemplares de la Edad del Bronce media hasta la Edad del Hierro antigua de Croacia, que formaba parte de Iliria. De las nueve muestras de ADN-Y recuperadas, que coinciden con el territorio histórico donde vivían los ilirios (incluidos los yacimientos probados de yápides y liburnios), casi todas pertenecían a la línea patrilineal J2b2a1-L283 (subclados >J-PH1602 > J-Y86930 y >J-Z1297) con la excepción de una R1b-L2. Los haplogrupos de ADNmt pertenecían a varios subclados de H, H1, H3b, H5, J1c2, J1c3, T2a1a, T2b, T2b23, U5a1g, U8b1b1, HV0e. En un modelo de mezcla de tres vías, tenían aproximadamente un 49-59 % de ascendencia EEF, un 35-46 % de ascendencia esteparia y un 2-10 % de ascendencia relacionada con WHG. En Lazaridis et al. (2022) se analizaron partes clave del territorio histórico de Iliria. En 18 muestras de la cultura Cetina, todos los varones excepto uno (R-L51 > Z2118) eran portadores del haplogrupo de ADN-Y J-L283. Muchos de ellos podían identificarse además como J-L283 > Z597 (> J-Y15058 > J-Z38240 > J-PH1602). La mayoría de los individuos eran portadores de los haplogrupos J1c1 y H6a1a de ADNmt. La cultura afín de Posušje produjo el mismo haplogrupo de ADN-Y (J-L283 > J-Z38240). La misma población J-L283 aparece en los túmulos MBA-IA Velim Kosa de Liburni en Croacia (J-PH1602), y similar en los túmulos LBA-IA Velika Gruda de Montenegro (J-Z2507 > J-Z1297 > J-Y21878). La muestra J-L283 (> J-Z597) más antigua del estudio se encontró en MBA Shkrel, en el norte de Albania, ya en el siglo XIX a. C. En el norte de Albania, IA Çinamak, la mitad de los hombres portaban J-L283 (> J-Z622, J-Y21878) y la otra mitad R-M269 (R-CTS1450, R-PF7563). La muestra más antigua de Çinamak data de la primera época de los movimientos posteriores a los yamnas (EBA) y lleva R-M269. Según los autosomas, las muestras croatas de la Edad del Bronce procedentes de varios yacimientos, del valle de Cetina y de la cueva de Bezdanjača eran «extremadamente similares en su composición ancestral», mientras que las de Velika Gruda, en Montenegro, presentaban principalmente una mezcla de "anatolios neolíticos (~50 %), cazadores-recolectores de Europa oriental (~12 %) y cazadores-recolectores balcánicos (~18 %)". Las muestras más antiguas de J-L283 de los Balcanes se han encontrado en el yacimiento de Mokrin, en Serbia, de la Edad del Bronce temprana (hacia 1950 a. C.), y unos 100-150 años más tarde en Shkrel, en el norte de Albania.
Aneli et al. (2022), basándose en muestras de la EIA de Dalmacia, sostienen que los ilirios de la Edad de Hierro antigua formaban «parte del mismo continuo mediterráneo» con los «autóctonos [...] republicanos romanos» y tenían una gran afinidad con los daunios, parte de los yapigios de Apulia, en el sureste de Italia. Muestras masculinas de la Edad del Hierro procedentes de yacimientos daunios han arrojado linajes J-M241>J-L283+, R-M269>Z2103+ e I-M223. En la cultura nurágica de Cerdeña de la Edad del Bronce final se han encontrado tres varones portadores de J-L283. Este hallazgo tardío en Cerdeña en comparación con las muestras de los Balcanes occidentales sugiere una dispersión desde los Balcanes occidentales hacia esta región, quizá a través de un grupo intermediario en la península itálica.

## En las antiguas tradiciones griega y romana
En el mundo antiguo existían diferentes versiones de la genealogía de los ilirios, sus tribus y su antepasado epónimo, Ilirio, tanto en la literatura grecorromana de ficción como en la de no ficción. El hecho de que existían muchas versiones de la historia genealógica de Ilirio fue constatado por el historiador griego Apiano (siglos I-II). Sin embargo, solo hay constancia de dos versiones de todas estas historias genealógicas. La primera versión —que relata la leyenda de Cadmo y Harmonía— fue recogida por Eurípides y Estrabón en relatos que se presentarían en detalle en la Biblioteca mitológica de Pseudo-Apolodoro (siglos I-II). La segunda versión -que relata la leyenda de Polifemo y Galatea, fue recogida por Apiano en su Illyrike.
Según la primera versión, Ilirio era hijo de Cadmo y Harmonía, a quienes los enquelios habían elegido como líderes. Con el tiempo gobernó Iliria y se convirtió en el antepasado epónimo de todo el pueblo ilirio. En una de estas versiones, Ilirio fue llamado así después de que Cadmo lo abandonara junto a un río llamado Ilirio, donde una serpiente lo encontró y lo crio.
Apiano escribe que en su época aún circulaban muchas historias mitológicas,y eligió una versión en particular porque le pareció la más correcta. La genealogía de tribus de Apiano no es completa, ya que escribe que existen otras tribus ilirias, que no ha incluido. Según la tradición de Apiano, Polifemo y Galatea dieron a luz a Celto, Galas e Ilirio, tres hermanos, progenitores respectivamente de celtas, gálatas e ilirios. Ilirio tuvo varios hijos: Enqueleo, Autarieo, Dárdano, Medo, Taulas y Perrebo, e hijas: Parto, Daorto, Dasaro y otros. De ellos surgieron los taulantios, partinos, dardanios, enquelios, autariatas, dasaretios y los daorsi.
Básicamente, los antiguos griegos incluían en sus relatos mitológicos a todos los pueblos con los que mantenían estrechos contactos. Los antiguos romanos crearon más relaciones míticas o genealógicas para incluir a varios pueblos nuevos, independientemente de sus grandes diferencias étnicas y culturales. La genealogía de Apiano enumera los primeros pueblos conocidos de Iliria en el grupo de la primera generación, formado en su mayoría por pueblos del sur de Iliria encontrados por primera vez por los griegos, algunos de los cuales eran los enquelios, los taulantios, los dasaretios y los partinos. Algunos pueblos que llegaron a los Balcanes en fecha posterior, como los escordiscos, figuran en el grupo que pertenece a la tercera generación. Los escordiscos eran un pueblo celta mezclado con la población autóctona iliria y tracia. Los griegos no conocían a los panonios, y parece que antes del siglo II a. C.. no entraron en contacto con los romanos. Casi todos los escritores griegos se refirieron a los panonios con el nombre de paones hasta finales de la época romana. Los escordiscos y los panonios se consideraban ilirios principalmente porque pertenecían a Ilírico desde principios de la época imperial romana.

## Historia

### Edad de Hierro

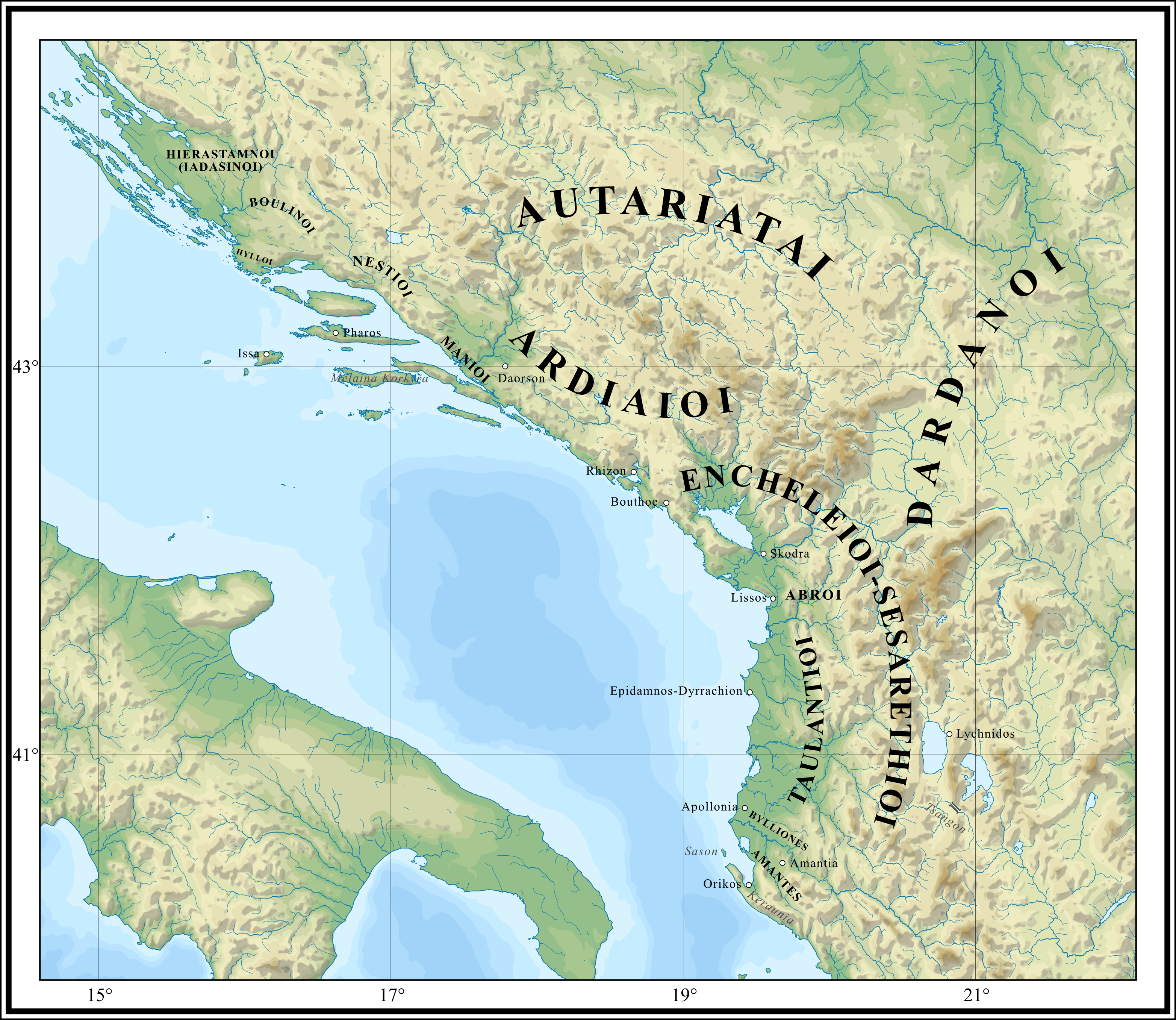
Tribus ilirias en los siglos VII-IV a. C.

En el sur de Iliria se formaron reinos organizados antes que en otras zonas de esta región. Uno de los reinos ilirios más antiguos que se conocen es el de los Enchelei, que parece haber alcanzado su apogeo entre los siglos VIII y VII a. C., pero el reino perdió su poder dominante hacia el siglo VI a. C. Al parecer, el debilitamiento del reino de los enquelios dio lugar a su asimilación e inclusión en un reino ilirio recién establecido como tarde en el siglo V a. C., lo que marcó el surgimiento de los dasaretios, que parecen haber sustituido a los enquelios en la zona lacustre del lago de Ocrida. Según varios estudiosos modernos, la dinastía de Bardilis —la primera dinastía iliria atestiguada— era dasaretia.
El debilitamiento del reino de los enquelios se debió también al fortalecimiento de otro reino ilirio establecido en sus inmediaciones, el de los taulantios, que existió durante algún tiempo junto con el de los enquelios. Los taulantios —otro pueblo entre los grupos de tribus ilirias más antiguamente conocidos— vivían en la costa adriática del sur de Iliria (la actual Albania), dominando en diversas épocas gran parte de la llanura entre el río Drin y el Aoós, que comprende el área alrededor de Epidamno/Dirraquio. En el siglo VII a. C., los taulantios invocaron la ayuda de Córcira y Corinto en una guerra contra los liburnios. Tras la derrota y expulsión de la región de los liburnios, los corcireos fundaron en el año 627 a. C., en tierra firme iliria, una colonia llamada Epidamno, que se cree que era el nombre de un rey bárbaro de la región. Surgió un floreciente centro comercial y la ciudad creció rápidamente. Los taulantios siguieron desempeñando un papel importante en la historia de Iliria entre el siglo V y el IV y siglo III a. C. y, en particular, en la historia de Epidamno, como vecinos y como parte de su población. Influyeron notablemente en los asuntos de los conflictos internos entre aristócratas y demócratas.  El reino taulantio parece haber alcanzado su apogeo durante el gobierno de Glaucias, en los años comprendidos entre el 335 a. C. y el 302 a. C.
Los reinos ilirios entraban con frecuencia en conflicto con los vecinos macedonios de la Antigüedad, y los piratas ilirios también eran considerados una importante amenaza para los pueblos vecinos.
En el delta del Neretva, hubo una fuerte influencia helenística en la tribu iliria de los daorizos. Su capital era Daorson, situada en Ošanići, cerca de Stolac, en Herzegovina, que se convirtió en el principal centro de la cultura iliria clásica. En el siglo IV a. C., Daorson estaba rodeada de murallas megalíticas de 5 metros de altura, formadas por grandes bloques de piedra trapezoidal. Daorson también acuñó monedas y esculpió esculturas de bronce únicas. Los ilirios incluso conquistaron colonias griegas en las islas Dálmatas.
Después de que Filipo II de Macedonia derrotara a Bardilis I (358 a. C.), los grabeos bajo Grabos II se convirtieron en el estado más fuerte de Iliria. Filipo II mató a 7000 ilirios en una gran victoria y se anexionó el territorio hasta el lago Ohrid. A continuación, Filipo II redujo a los grabeos, y luego fue a por los ardieos, derrotó a los tribalios (339 a. C.) y luchó con Pleurias (337 a. C.).

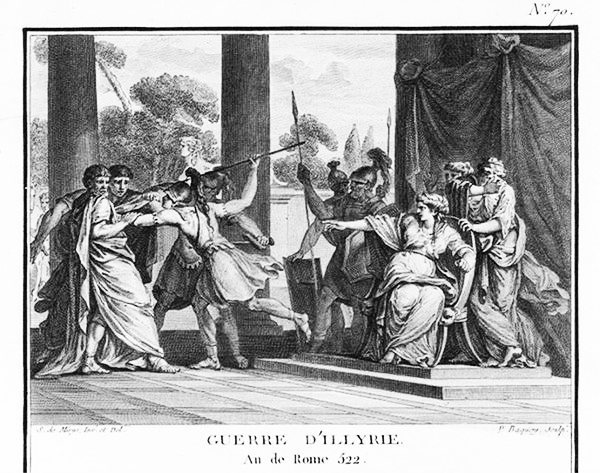
La reina Teuta de los ardieos ordena matar a los embajadores romanos - pintado por Augustyn Mirys.

̟Durante la segunda mitad del siglo III a. C., varias tribus ilirias parecen haberse unido para formar un proto-estado que se extendía desde la parte central de la actual Albania hasta el río Neretva, en Herzegovina. La entidad política se financiaba con la piratería y estaba gobernada desde el 250 a. C. por el rey Agrón. Polibio describe el ataque de los ilirios bajo el mando de Agrón contra los etolios en el 232 o el 231 a. C. Le sucedió su esposa Teuta, que asumió la regencia de su hijastro Pinnés tras la muerte de Agrón en 231 a. C.
En su obra Historias, Polibio (siglo II a. C.) informa de los primeros contactos diplomáticos entre romanos e ilirios. En las guerras ilirias del 229 a. C., 219 a. C. y 168 a. C., Roma invadió los asentamientos ilirios y suprimió la piratería que había hecho del Adriático un lugar inseguro para el comercio romano. Hubo tres campañas, la primera contra Teuta, la segunda contra Demetrio de Faros y la tercera contra Gencio. La campaña inicial en el 229 a. C. marca la primera vez que la armada romana cruzó el Adriático para lanzar una invasión.
El ímpetu de la aparición de grupos regionales más amplios, como los yápodes, los liburnios, los panonios, etc., se atribuye al aumento de los contactos con los «mundos globales» mediterráneo y de La Tène, lo que catalizó «el desarrollo de instituciones políticas más complejas y el aumento de las diferencias entre las comunidades individuales». Las élites locales emergentes adoptaron selectivamente los modelos culturales de La Tène o helenísticos y, más tarde, romanos «para legitimar y reforzar la dominación dentro de sus comunidades. Competían ferozmente mediante la alianza o el conflicto y la resistencia a la expansión romana. Así, establecieron alianzas políticas más complejas, que convencieron a las fuentes (grecorromanas) de verlas como identidades «étnicas».
La República romana sometió a los ilirios durante el siglo II a. C. Una revuelta iliria fue aplastada bajo Augusto, lo que dio lugar a la división de Iliria en las provincias de Panonia, al norte, y Dalmacia, al sur. Las descripciones de los ilirios, normalmente descritos como «bárbaros» o «salvajes», son universalmente negativas en las fuentes griegas y romanas.
A ambos lados de la región fronteriza entre el sur de Iliria y el norte de Epiro, el contacto entre las lenguas iliria y griega produjo una zona de bilingüismo entre ambas, aunque no está claro cómo se desarrolló el impacto de una lengua sobre la otra debido a la escasez de material arqueológico disponible. Sin embargo, esto no ocurrió al mismo nivel en ambas partes, siendo los ilirios los más dispuestos a adoptar la lengua griega, más prestigiosa. Los ilirios no sólo conocieron el griego dórico y epirota, sino también el ático y el jónico.

### Época romana y Antigüedad tardía
Antes de la conquista romana de Iliria, la República romana había comenzado a expandir su poder y su territorio por el mar Adriático. No obstante, los romanos entraron en una serie de conflictos con los ilirios, conocidos igualmente como las Guerras Ilíricas, que comenzaron en el 229 a. C. hasta el 168 a. C., cuando los romanos derrotaron a Gencio en Scodra. La gran revuelta ilírica tuvo lugar en la provincia romana de Ilírico el siglo I d. C.., en el que una alianza de pueblos nativos se sublevó contra los romanos. La principal fuente antigua que describe este conflicto militar es Veleyo Patérculo, en el segundo libro de su Historia Romana. Otra fuente antigua al respecto es la biografía de Octavio Augusto escrita por Plinio el Viejo.
Geográficamente, el nombre Iliria procede de la Iiríco romana, que desde el siglo IV hasta el VII designaba la prefectura del pretorio de Iliria.  Abarcaba gran parte de los Balcanes occidentales y centrales. Tras la derrota de la gran revuelta ilírica y la consolidación del poder romano en los Balcanes, el proceso de integración de los ilirios en el mundo romano se aceleró aún más. Algunas comunidades ilirias se organizaron en sus emplazamientos prerromanos bajo sus propias civitates. Otras emigraron o fueron reasentadas a la fuerza en distintas regiones. Algunos grupos, como los azalios, fueron trasladados de su tierra natal a zonas fronterizas (norte de Hungría) tras la gran revuelta ilírica. En Dacia, comunidades ilirias como los pirustas, que eran hábiles mineros, se asentaron en las minas de oro de Alburnus Maior, donde formaron sus propias comunidades. En la época de Trajano, estos movimientos de población probablemente formaban parte de una política deliberada de reasentamiento, mientras que más tarde supusieron migraciones libres. En sus nuevas regiones, eran trabajadores asalariados libres. Las inscripciones muestran que en esa época muchos ilirios habían adquirido la ciudadanía romana.
A finales del siglo II y principios del III, las poblaciones ilirias estaban muy integradas en el Imperio romano y formaban un núcleo de población de sus provincias balcánicas. Durante la crisis del siglo III y el establecimiento del Dominado, una nueva facción de élite de ilirios que formaban parte del ejército romano a lo largo del Limes Alutanus y el Transalutanus ascendió en la política romana. Esta facción produjo muchos emperadores desde finales del siglo III hasta el siglo VI, conocidos colectivamente como los emperadores ilirios e incluyen las dinastías constantiniana, valentiniana y justiniana. Decio, natural de Sirmio, suele ser reconocido como el primer emperador ilirio en la historiografía. El ascenso de los emperadores ilirios representa el aumento del papel del ejército en la política imperial y el creciente desplazamiento del centro de la política imperial de la propia ciudad de Roma a las provincias orientales del imperio.
El término ilirio aparece por última vez en la historia en el siglo VII, en el libro Milagros de San Demetrio (Miracula Sancti Demetrii), refiriéndose a una guarnición bizantina que operaba en la antigua provincia romana de Ilírico. Sin embargo, en las actas del Concilio de Nicea II de 787,  Nicéforo de Durrës firmaba como «Episcopus de Durrës, provincia de los ilirios». Desde la Edad Media, el término ilirio se ha utilizado principalmente en relación con los albaneses, aunque también se empleó para describir el ala occidental de los eslavos meridionales hasta el siglo XIX, siendo revivido en particular durante la monarquía de los Habsburgo. En la literatura bizantina, las referencias a Iliria como región definida en términos administrativos terminan después de 1204 y el término comenzó a referirse específicamente solo al territorio albanés, más confinado.

## Organización social y política
La estructura de la sociedad ilírica se caracteriza por un conglomerado de numerosas tribus (o etnias) y pequeños reinos gobernados por élites guerreras. En el siglo V a. C., Tucídides señaló en la Historia de la guerra del Peloponeso que las poblaciones del norte del Epiro se caracterizaban por su lengua, muy diferente del griego, sus aldeas sin fortificar, la realeza, el uso de las armas y la justicia individual, similar a la vendetta. También se refiere a la organización social de las tribus ilirias en un discurso que atribuye al general espartano Brásidas, en el que nos dice que el modo de gobierno entre las tribus ilirias es el de la dinastía (dynasteia). Tucídides considera que estas costumbres políticas son ajenas a los griegos, ya que no son ni democráticas ni oligárquicas. Brásidas continúa el discurso explicando que, en este régimen dinástico, el gobernante alcanza el poder «por ningún otro medio que la superioridad en los combates». Pseudo Escimno (siglo I a. C.) se refiere a la organización social de las tribus ilirias en una época anterior distinguiendo entre tres modos de organización social: una parte de los ilirios se organizaba en torno a reinos hereditarios, una segunda parte se organizaba en torno a jefes elegidos y una tercera parte se organizaba en comunidades autónomas regidas por sus propias leyes tribales. En estas comunidades aún no había surgido realmente la estratificación social. Por último, a diferencia de los griegos de las ciudades, los ilirios practicaban la trashumancia. Los ilirios se dividían en numerosas tribus y confederaciones tribales, destacando los nóricos, panonios, parte de los retos, vénetos, istrios, mesapios, yapigios, sículos, dálmatas, liburnios, escordiscos, autariatas, trales y tribalios, entre otros. 
Cada tribu importante (dálmatas, taulantios, autariatas, ardieos, dardanios, etc.) estaba gobernada por un rey. El título de «rey de los ilirios» (Basileus tôn Illyriôn) se cita a menudo en fuentes de la Antigüedad tardía. Algunos estudiosos han propuesto la hipótesis de una transmisión hereditaria de una única etnia, los ilirios propiamente dichos. Trabajos posteriores, como los de N. G. L. Hammond o Pierre Cabanes, han refutado esta hipótesis por ser imposible de establecer. Las tribus podían unirse en torno a un jefe que recibía el título de «rey de los ilirios». Bardilis I, por ejemplo, fue considerado rey de los ilirios, pero el título parece frágil debido a la diferente etnia. Bardilis, gracias a sus victorias, fue capaz de federar diferentes tribus sin dejar de ser rey de una etnia, los dardanios. Clito, supuesto hijo de Bardilis, fue también «rey de los ilirios», pero en un contexto de guerra contra los macedonios. Hacia finales del siglo II a. C.., el título volvió a manos de los reyes ardieos. El título de «rey de los ilirios» no tenía continuidad dinástica, a diferencia de la realeza en Epiro, donde la etnia de los molosos estaba gobernada por los eácidas. Este hecho queda ilustrado por el caso de Glaucias, que no está emparentado con su predecesor Clito. Los dardanios, pueblo traco-ilirio, siempre fueron independientes de la monarquía iliria.

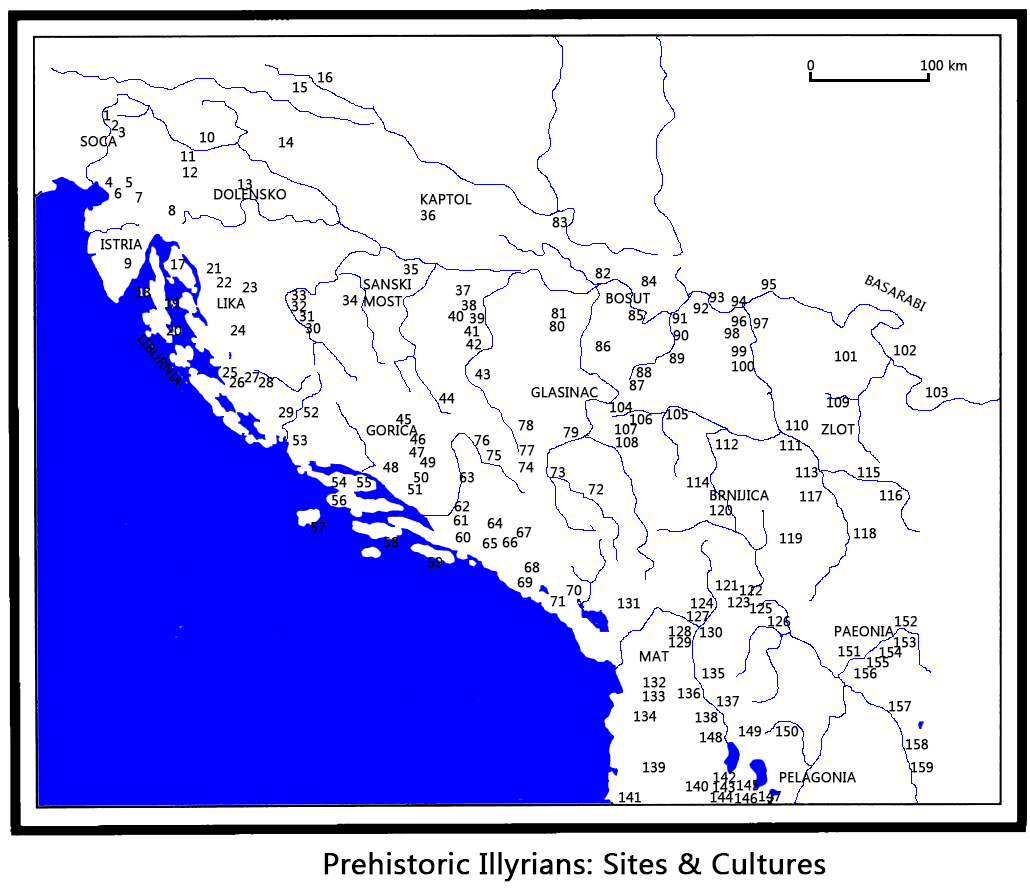
Yacimientos de la prehistoria en Iliria (John Wilkes, 1992).

## Religión
Los ilirios, como la mayoría de las civilizaciones antiguas, eran politeístas y rendían culto a numerosos dioses y deidades desarrollados de los poderes de la naturaleza. Los vestigios más numerosos —aún insuficientemente estudiados— de las prácticas religiosas de la época prerromana son los relativos al simbolismo religioso. Los símbolos se representan en toda variedad de ornamentos y revelan que el objeto principal del culto prehistórico de los ilirios era el Sol, venerado en un sistema religioso extendido y complejo.La deidad solar se representaba como una figura geométrica, como la espiral, el círculo concéntrico y la esvástica, o como una figura animal del tipo de los pájaros, las serpientes y los caballos. Los símbolos de las aves acuáticas y los caballos eran más comunes en el norte, mientras que la serpiente lo era en el sur. Las deidades ilirias se mencionaban en inscripciones de estatuas, monumentos y monedas de la época romana, y algunos escritores de la Antigüedad las interpretaron a través de la religión comparada. No parece haber un único dios más prominente para todas las tribus ilirias, y varias deidades aparecen evidentemente sólo en regiones específicas.
En Iliria, Deipaturos era un dios venerado como padre de los cielos. Prende era la diosa del amor y consorte del dios del trueno Perendi, En o Enji era el dios del fuego, Júpiter Partino era una deidad principal de los partinos, Redon era una deidad tutelar de los marineros que aparecía en muchas inscripciones de las ciudades costeras de Lisos, Daorson, Shkodër y Dirraquio, mientras que Medaurus era la deidad protectora de Risinium, con una estatua ecuestre monumental que dominaba la ciudad desde la acrópolis. En Dalmacia y Panonia, una de las tradiciones rituales más populares durante la época romana fue el culto a la deidad tutelar romana de lo salvaje, los bosques y los campos Silvano, representada con iconografía de Pan.
Parece que los ilirios no desarrollaron una cosmología uniforme en la que centrar sus prácticas religiosas. Varios topónimos y antropónimos ilirios derivaban de nombres de animales y reflejaban las creencias en los animales como antepasados mitológicos y protectores. La serpiente era uno de los tótems animales más importantes. Los ilirios creían en la fuerza de los hechizos y el mal de ojo, en el poder mágico de los amuletos protectores y benéficos que podían alejar el mal de ojo o las malas intenciones de los enemigos. Los sacrificios humanos también desempeñaban un papel en la vida de los ilirios. Flavio Arriano recoge que el jefe Clito de Iliria sacrificó tres niños, tres niñas y tres carneros justo antes de su batalla contra Alejandro Magno.
El tipo de enterramiento más común entre los ilirios de la Edad del Hierro era el túmulo o enterramiento en montículo. Cuanto más alto era el estatus de los enterrados, más alto era el túmulo. La arqueología ha encontrado muchos artefactos colocados dentro de estos túmulos, como armas, ornamentos, vestimentas y vasijas de barro. El rico espectro de creencias religiosas y rituales funerarios que surgió en Iliria, especialmente durante la época romana, puede reflejar la variación de las identidades culturales en esta región.

## Guerra
La historia de la guerra y el armamento ilirios abarca desde aproximadamente el siglo X a. C. hasta el siglo I d. C., en la región definida por los historiadores griegos y romanos de la Antigüedad como Iliria. Se refiere a los conflictos armados de las tribus ilirias y sus reinos en la península balcánica y la península itálica, así como a su actividad pirata en el Adriático.
Los ilirios eran un notorio pueblo marinero con una gran reputación de piratería, especialmente común durante la regencia del rey Agrón de Iliria y más tarde de la reina Teuta. Utilizaban barcos rápidos y maniobrables de los tipos conocidos como lembuss y liburna, que posteriormente utilizaron los antiguos macedonios y romanos. Tito Livio describió a los ilirios junto con los liburnios e istrios como naciones de salvajes en general destacadas por su piratería.
Iliria aparece en la historiografía grecorromana desde el siglo IV a. C. Los ilirios eran considerados sanguinarios, imprevisibles, turbulentos y belicosos por griegos y romanos, como salvajes en los confines de su mundo. Polibio (siglo III a. C.) escribió: «los romanos habían liberado a los griegos de los enemigos de toda la humanidad». Según los romanos, los ilirios eran altos y de buena constitución. Herodiano escribe que «los panonios son altos y fuertes, siempre dispuestos a la lucha y a afrontar el peligro, pero de ingenio lento». Los gobernantes ilirios llevaban torques de bronce al cuello.
Aparte de los conflictos entre los ilirios y las naciones y tribus vecinas, también se registraron numerosas guerras entre las tribus ilirias.

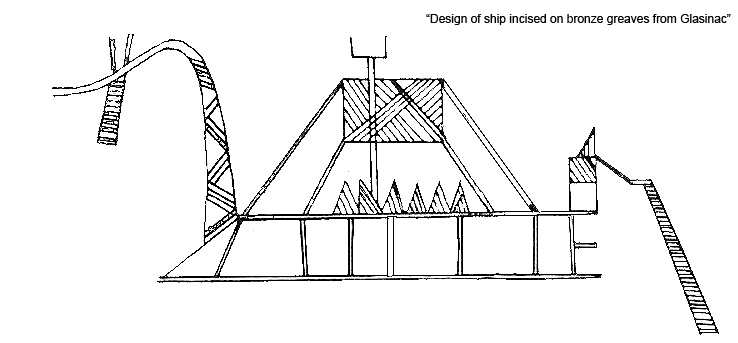
Barco ilirio del siglo VIII al siglo VII a. C.
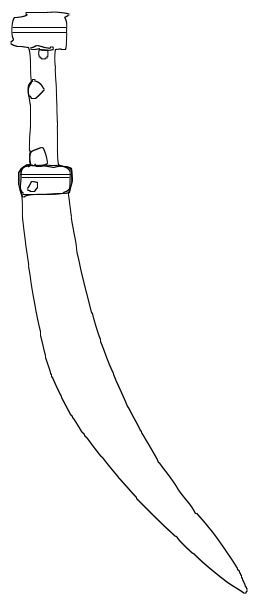
Sica.
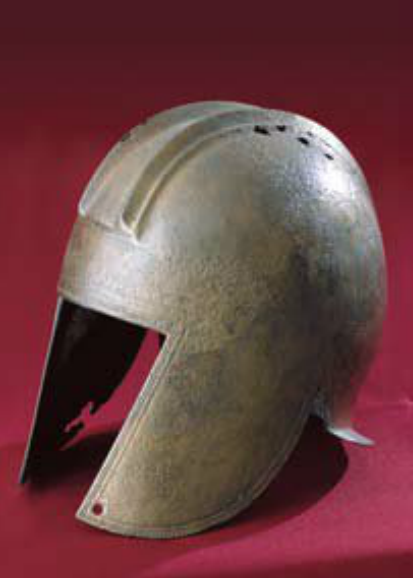
Casco ilirio.

## Cultura

### Idioma

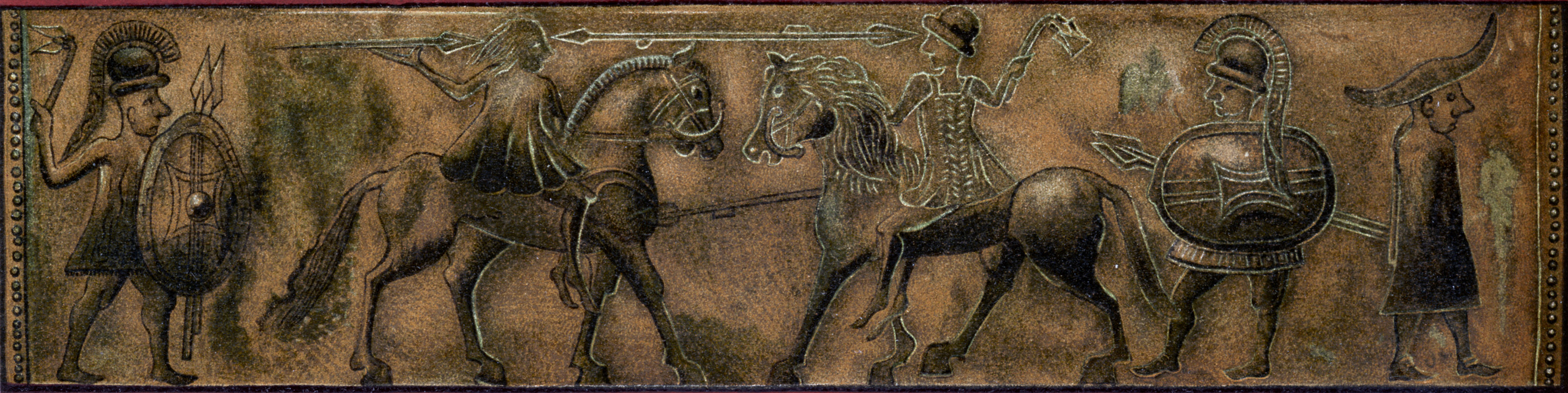
La placa cromolitográfica del cinturón de bronce de Vače, Eslovenia, de la cultura de Hallstatt.

Los idiomas hablados por las tribus ilirias son un grupo lingüístico indoeuropeo extinto y poco atestiguado, y no está claro si los idiomas pertenecían al grupo centum o satem. Los ilirios estuvieron sujetos a diversos grados de celtización, helenización, romanización y posterior eslavización, lo que posiblemente condujo a la extinción de sus idiomas. En la investigación moderna, el uso de conceptos como "«helenización»" y "«romanización»" ha disminuido, ya que han sido criticados como nociones simplistas que no pueden describir los procesos reales a través de los cuales el desarrollo material se trasladó desde los centros del Mediterráneo antiguo a su periferia.
Debido a la escasez de pruebas, los estudios indoeuropeos no han podido determinar, de forma consensuada y definitiva, la ubicación exacta del ilirio dentro de la familia de lenguas indoeuropeas, a la que sin duda pertenece. El mesapio hablado en la península itálica en la segunda mitad del primer milenio a. C. se atribuye comúnmente al mismo tronco indoeuropeo que el ilirio; las pruebas históricas de época romana  y la presencia de onomástica idéntica a ambos lados del Adriático convergen en apoyo de este vínculo dialectal, pero el carácter fragmentario de los conocimientos sobre el ilirio hace imposible, en el estado actual de la investigación, demostrar definitivamente la identidad —o la estrecha afinidad— entre este y el mesapio.
Por las mismas razones, cualquier intento de indicar vínculos dialectales entre el ilirio (incluido el mesapio) y otras familias de lenguas indoeuropeas sigue siendo hipotético. Más por consideraciones de proximidad geográfica que de índole lingüística, se han propuesto correlaciones entre el ilirio y otras lenguas indoeuropeas atestiguadas en la zona de los Balcanes en el II-I milenio a. C., como el dacio, el tracio, el macedonio y el peonio, así como con el frigio atestiguado en Anatolia,
Numerosos estudiosos (entre ellos Vladímir Toporov, Ivan Duridanov, Mircea-Mihai Radulescu y Francisco Villar Liébana aunque con matices diferentes) han planteado la hipótesis de que el ilirio fue el resultado de la cristalización in situ de un vasto continuo indoeuropeo que se extendía desde el mar Báltico hasta el sur de los Balcanes, indoeuropeizado a principios del III milenio a. C. y que habría incluido, además del ilirio, el báltico, el tracio y el dacio y quizá, en una posición más marginal, el protogermánico y el protoeslavo. Este continuo habría sido a su vez el epicentro de posteriores movimientos migratorios que habrían indoeuropeizado Europa centro-occidental.
A ambos lados de la región fronteriza entre el sur de Iliria y el norte de Epiro, el contacto entre las lenguas iliria y griega produjo una zona de bilingüismo entre ambas, aunque no está claro cómo se desarrolló el impacto de una lengua sobre la otra debido a la escasez de material arqueológico disponible. Sin embargo, esto no ocurrió al mismo nivel en ambas partes, ya que los ilirios se mostraron más dispuestos a adoptar la lengua griega, más prestigiosa. Las investigaciones en curso pueden aportar más conocimientos sobre estos contactos más allá de las limitadas fuentes actuales. Los ilirios estuvieron expuestos no sólo al griego dórico y epirota, sino también al ático-jónico.
En su día se pensó que las lenguas ilirias estaban conectadas con el véneto de la península itálica, pero esta opinión se abandonó. Otros estudiosos las han relacionado con el adyacente idioma tracio, suponiendo una zona de convergencia intermedia o un continuo dialectal, pero esta opinión tampoco cuenta con apoyo general. Es probable que todas estas lenguas se extinguieran en el siglo V d. C., aunque tradicionalmente el albanés se identifica como descendiente de dialectos ilirios que sobrevivieron en zonas remotas de los Balcanes durante la Edad Media, pero las pruebas «son demasiado escasas y contradictorias como para saber si el término ilirio se refería siquiera a una única lengua».
Los dialectos antepasados de la lengua albanesa habrían sobrevivido en algún lugar a lo largo de la frontera de la influencia lingüística del latín y del griego antiguo, la línea Jireček. Hay varios historiadores y lingüistas modernos que creen que la lengua albanesa moderna podría descender de un dialecto ilirio meridional, mientras que una hipótesis alternativa sostiene que el albanés descendió de la lengua tracia.No se sabe lo suficiente de la lengua antigua como para probar o refutar completamente cualquiera de las dos hipótesis.

#### Evidencias lingüísticas y subagrupación
Los estudios modernos sobre la onomástica ilírica, el principal campo a través del cual se ha investigado lingüísticamente a los ilirios, ya que no se han encontrado registros escritos, comenzaron en la década de 1920 y trataban de definir con mayor precisión las tribus ilirias, los puntos en común, las relaciones y las diferencias entre ellas, ya que estaban condicionadas por factores culturales, ecológicos y económicos locales específicos, que las subdividían a su vez en diferentes agrupaciones.
Este enfoque ha llevado en la investigación contemporánea a la definición de tres provincias onomásticas principales en las que los nombres personales ilirios aparecen casi exclusivamente en el material arqueológico de cada provincia. La provincia iliria meridional o dálmata sudoriental era la zona de los ilirios propiamente dichos (cuyo núcleo era el territorio de los Illyrii proprie dicti de los autores clásicos, situado en la Albania moderna) e incluye la mayor parte de Albania, Montenegro y sus tierras del interior. Esta zona se extendía a lo largo de la costa adriática desde el Aous  en el sur, hasta y más allá del valle del Neretva en el norte.
La segunda provincia onomástica, la provincia central iliria o dálmata-panonia media, comenzaba al norte y abarcaba una zona mayor que la provincia meridional. Se extendía a lo largo de la costa adriática entre los ríos Krka y Cetina, abarcaba gran parte de Bosnia (excepto sus regiones septentrionales), Dalmacia central (Lika) y su hinterland en los Balcanes centrales incluía Serbia occidental y Sandžak. La tercera provincia onomástica, más al norte, definida como zona adriática septentrional, incluye Liburnia y la región de la moderna Liubliana en Eslovenia. Forma parte de un área lingüística más amplia, distinta del ilirio, que comprende también el véneto y su variedad istriano. Estas áreas no están estrictamente definidas geográficamente, ya que hubo cierto solapamiento entre ellas. La región de los dardanios (el moderno Kosovo, partes del norte de Macedonia del Norte, partes del este de Serbia) vio el solapamiento de las provincias onomásticas del sur ilirio y dálmata. En la zona también se encuentra antroponimia iliria local.
En su onomástica, el ilirio meridional (o dálmata sudoriental) tiene estrechas relaciones con el mesapio. La mayoría de estas relaciones se comparten con la zona central de Dalmacia.

## Nacionalismo

### Albaneses
La posible continuidad entre las poblaciones ilirias de los Balcanes occidentales en la antigüedad y los albaneses ha desempeñado un papel importante en el nacionalismo albanés desde el siglo XIX hasta nuestros días.

### Eslavos del sur
A principios del siglo XIX, muchos europeos cultos consideraban a los eslavos del sur descendientes de los antiguos ilirios. Sin embargo, esto es incorrecto, ya que los eslavos del sur descienden de tribus eslavas que emigraron a los Balcanes. En consecuencia, cuando Napoleón conquistó parte de las tierras eslavas del sur, estas zonas recibieron el nombre de antiguas provincias ilirias (1809-1814). Tras la desaparición del primer Imperio francés en 1815, la monarquía de los Habsburgo se volvió cada vez más centralizada y autoritaria, y el temor a la magiarización despertó la resistencia patriótica entre los croatas. Bajo la influencia del nacionalismo romántico, un autodenominado movimiento ilirio, en forma de renacimiento nacional croata, abrió una campaña literaria y periodística iniciada por un grupo de jóvenes intelectuales croatas durante los años 1835-49.